# فرودگاه شهری نیوبرانفلس
 فرودگاه شهری نیوبرانفلس (به انگلیسی: New Braunfels Municipal Airport) یک فرودگاه همگانی بهره‌برداری هوایی است که یک باند فرود آسفالت دارد و طول باند آن ۱۶۳۱ متر است. این فرودگاه در شهر نیو برانفلز، تگزاس کشور ایالات متحده آمریکا قرار دارد و در ارتفاع ۱۹۸ متری از سطح دریا واقع شده است.